# Sebaldussiedlung
Die Sebaldussiedlung (früher auch als Gartenstadt Süd bezeichnet) ist ein Wohngebiet im Südosten der mittelfränkischen Stadt Erlangen, das nach dem Zweiten Weltkrieg entstanden ist. Die Bezeichnung des Stadtteils rührt aus der Lage auf einer Rodungsfläche des Sebalder Reichswaldes her. Dieser wiederum ist nach der Hauptkirche des gleichnamigen, nördlich der Pegnitz gelegenen Nürnberger Stadtteils benannt.

## Geschichte
Unmittelbar nach dem Ende des Zweiten Weltkriegs im Jahr 1945 überließ die Stadtverwaltung einer Siedlergemeinschaft ein rund 56.000 Quadratmeter großes, durch Kahlschlag verödetes Grundstück am Rande des Sebalder Reichswaldes. Das Areal wurde entsprechend der Mitgliederanzahl in 107 Parzellen von 380 bis 600 Quadratmeter Größe aufgeteilt und zunächst ausschließlich als Kleingartenkolonie genutzt. Die im Frühjahr 1949 gegründete Sebaldus-Siedlergemeinschaft führte mit einem hohen Anteil an Eigenleistungen die Erschließung des 1950 nach Erlangen eingemeindeten Areals durch. Zunächst sollte es nur eine einzige Zufahrt von der Gebbertstraße aus geben. Am 27. Januar 1954 erhielten Sebaldusstraße sowie Lupinen-, Heide- und Ginsterweg ihre Namen. Im Frühjahr 1954 konnte mit dem Bau von rund 60 durch Darlehen der Bayerischen Staatsbank finanzierten Wohnungen in 36 zweigeschossigen Ein- oder Zweifamilienwohnhäusern begonnen werden. Bis Juni 1959 waren in der Sebaldussiedlung die Häuser auf 100 der 107 Grundstücke fertiggestellt und drei im Bau.

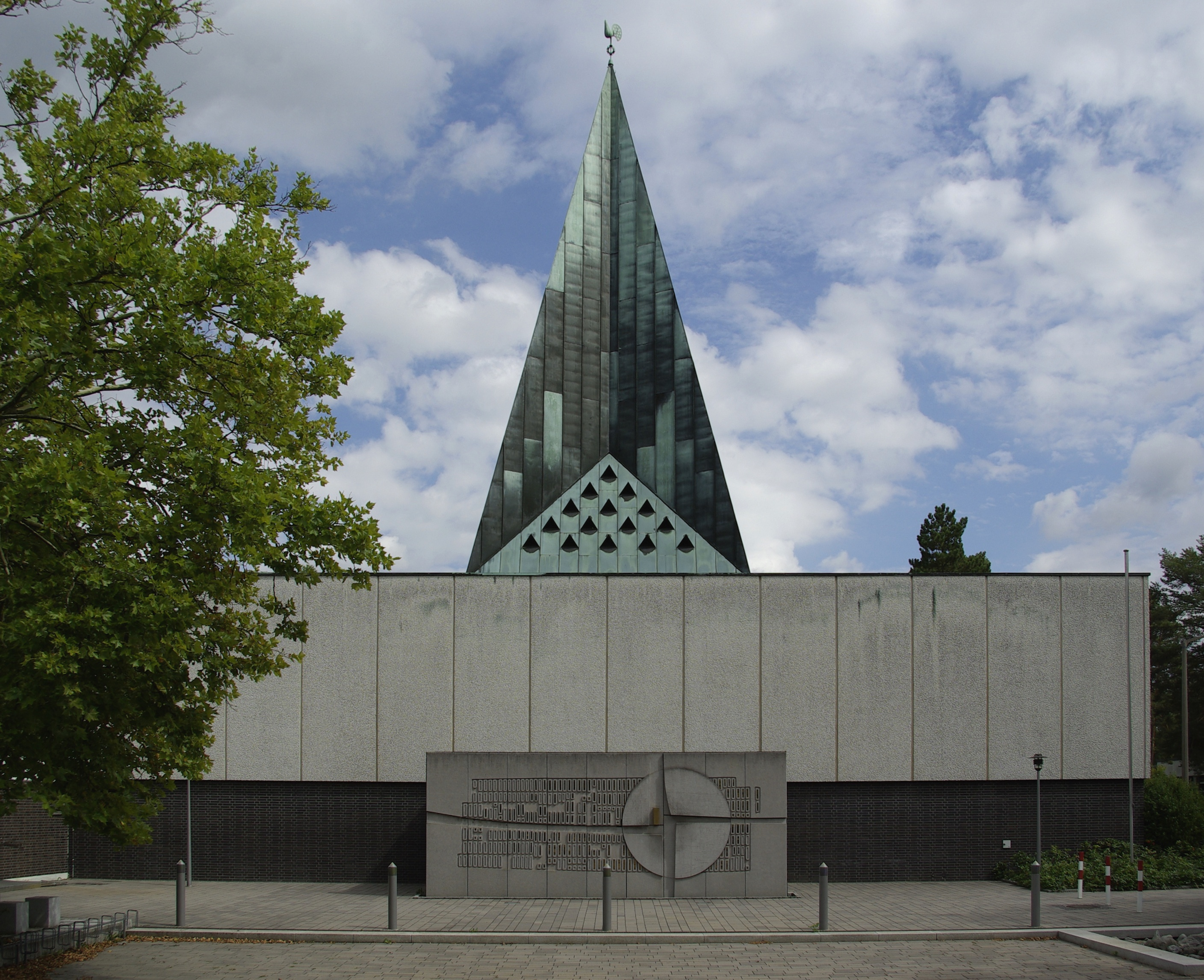
Katholische Pfarrkirche St. Sebald

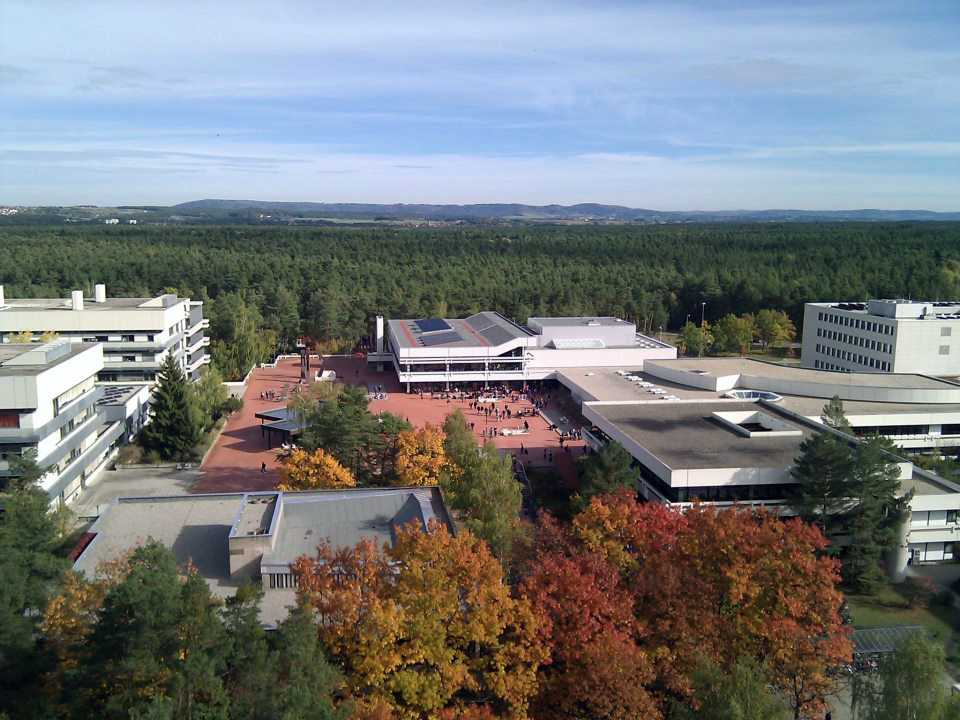
Blick über die Gebäude der Technischen Fakultät der FAU

In den Jahren 1959 bis 1961 entstand unmittelbar südlich davon ein ungleich größeres, bis an die neue Stadtgrenze reichendes Viertel. Dieses ist durch geschwungene Straßenzüge und mehrgeschossige Wohnhäuser mit Flachdach charakterisiert. Außerdem wurden einige Grünflächen angelegt, in denen Reste des „Steckerleswaldes“ erhalten blieben, darunter die rund 12.000 Quadratmeter große Theodor-Heuss-Anlage. Hier entstanden rund 300 Wohnungen der Firma Siemens für ihre Beschäftigten. Daneben ließen sich zahlreiche Heimatvertriebene nieder, was sich in der Benennung der Straßen niederschlug (z. B. Breslauer Straße, Stettiner Straße, Marienbader Straße und Egerlandstraße). In diesem Bereich der Sebaldusstraße entstanden auch die katholische Pfarrkirche St. Sebald (erbaut 1966/67) und die evangelische Thomaskirche (erbaut 1966–69). Außerdem befinden sich hier die Michael-Poeschke-Grundschule (Liegnitzer Straße 22) und das Sonderpädagogische Förderzentrum Erlangen (Liegnitzer Straße 24).
Angrenzend an die Sebaldussiedlung sind seit den 1960er Jahren auf einem rund 60 Hektar großen Areal zahlreiche Gebäude der Friedrich-Alexander-Universität und anderer Forschungseinrichtungen entstanden. Die Entscheidung zur Errichtung des sogenannten Südgeländes war im Jahr 1962 gefallen. Zunächst wurde im Mai 1964 wurde an Egerland- und Erwin-Rommel-Straße mit dem Bau der Technischen Fakultät begonnen. Durch zahlreiche Neubauten in den 1970er Jahren entstand auf dem Gelände ein ingenieurwissenschaftlicher Campus. Im Jahr 1975 wurde mit der Verlagerung der ersten naturwissenschaftlichen Einrichtungen auf das Südgelände begonnen. Das Physikum und das Biologikum entstanden in den 1980er Jahren auf einem Gelände östlich der Sebaldussiedlung. Mit dem 2011 fertiggestellten Gebäude für die Fachbereiche Mathematik und Informatik sowie dem 2017 eröffneten Chemikum entstanden auch in jüngster Zeit noch neue Gebäude auf dem Südgelände. Auch mehrere außeruniversitäre Forschungseinrichtungen wie beispielsweise das Fraunhofer-Institut für Integrierte Schaltungen und das Max-Planck-Institut für die Physik des Lichts befinden sich in unmittelbarer Umgebung der Sebaldussiedlung.